# 観音寺 (東大阪市西石切町)
観音寺（かんのんじ）は、大阪府東大阪市西石切にある融通念仏宗寺院。河内西国霊場第27番札所である。

## 歴史
花国山観音寺の創建は不明で、聖徳太子創建と伝わる。鎌倉時代末期には水走氏の支配が及んでいた。

## 境内
- 本堂

## 文化財
- 石像十三重塔（市有形文化財） - 永仁2年（1294年）建立

## 札所
河内西国霊場
26 興法寺　--　27 観音寺　--　28 大龍寺

## 交通
- 近鉄けいはんな線 新石切駅下車、徒歩10分

## 周辺情報
- 石切剣箭神社